# Distretto di Brest (Francia)
Il distretto di Brest era una divisione territoriale francese del dipartimento di Finistère, istituita nel 1790 e soppressa nel 1795.
Era formato dai cantoni di Brest, Brélès, Conquet, Guipavas, Lannilis, Plabennec, Ploudalmézeau, Plouzané e Saint Renan.